# TI-89
TI-89 и TI-89 Titanium — это калькуляторы, разработанные Texas Instruments. Калькуляторы поддерживают работу с системой компьютерной алгебры. Так, этот калькулятор позволяет решать буквенные уравнения, тогда как в сериях TI-83/84 ответом может являться только число.

## Описание калькулятора
TI-89 разработан компанией Texas Instruments в 1998 году. Устройство имеет жидкокристаллический экран с разрешением 160 × 100 пикселей, флеш-память. Также доступно программное обеспечение TI Advanced Mathematics. TI-89 — одна из серий с достаточно большим, по сравнению с другими калькуляторами Texas Instruments, функционалом. Летом 2004 года TI-89 на рынке был заменён на TI-89 Titanium.
TI-89 имеет 16-разрядный микропроцессор Motorola 68000, он может работать на частоте 10 или 12 МГц в зависимости от модификации. Устройство имеет 256 кБ оперативной памяти, 190 КБ доступны пользователю. Также в калькулятор встроено 2 МБ флэш-памяти (700 КБ доступно для пользователя). Оперативная память и флеш-память используются для хранения выражений, переменных, программ, таблиц, текстовых файлов и списков.
TI-89 схож с калькулятором TI-92 Plus, но у него отличается клавиатура. Размер экрана TI-89 меньше, чем у TI-92 Plus. Эта модификация калькуляторов была создана отчасти потому, что TI-92 нельзя было использовать на экзаменах и тестах: он считался компьютером, а не калькулятором, так как у него была QWERTY-клавиатура. Также некоторые люди считали TI-92 слишком большим калькулятором.
Функция флэш-памяти также присутствовала на TI-92 Plus, но на TI-92 её не было.

### Функциональность
Калькулятор работает с системой компьютерной алгебры. Он может понимать и упрощать алгебраические выражения. Например, если ввести x^2-4x+4, калькулятор распознает выражение {\textstyle x^{2}-4x+4}. По умолчанию выражения представлены именно в таком виде, в каком они пишутся от руки (в данном примере на экране будет {\textstyle x^{2}-4x+4}).
Также калькулятор имеет следующие функции:
- Разложение на множители, разложение методом неопределённых коэффициентов
- Упрощение (например, нахождение общего знаменателя)
- Тригонометрические функции записываются не только в виде десятичной дроби, но и в виде обыкновенной. Например, sin(60°) = {\displaystyle {\frac {\sqrt {3}}{2}}}, а не только 0,86603.
- Решение уравнений и нахождение определённой переменной. Решение уравнений относительно той или иной переменной. Также калькулятор может решать квадратные уравнения.. Если у уравнения есть несколько решений, доступен поиск всех решений. Если уравнение имеет бесконечное количество решений, подставляет собственные константы
- Нахождение пределов функций
- Производная и первообразная. Если точная оценка невозможна, находит приближенное значение.

Калькулятор может строить двумерные графики функций, может создавать графики параметрических представлений, графики в полярной системе координат, поля дифференциальных уравнений. Также возможно построение трёхмерных графиков с двумя независимыми переменными.

### Программирование калькулятора
TI-89 программируется на языке TI-BASIC. С помощью компьютера можно создать более сложные программы. Для этого используется язык ассемблера или язык Cи. Программы можно скопировать в калькулятор.
Для программирования на языке Си используется TI Flash Studio или сторонняя программа TIGCC.
Были разработаны программы для математики, науки или развлечений. Есть копии игрTetris и Minesweeper. Также доступна программа, эмулирующая ZX Spectrum, программа для игры в шахматы, симулятор электрических схем и клон игры The Legend of Zelda: Link’s Awakening, игра Phoenix. Игры, как правило, доступны на определённых сайтах, например, на Ticalc.org.

### Модификации калькулятора
Калькулятор имеет 4 модификации: HW1, HW2, HW3 и HW4 (выпущена в мае 2006 года). Комбинация клавиш [F1] [A] позволяет проверить версию. При этом старые версии не отображают никакой информации. Texas Instruments недостаточно хорошо документирует различия в аппаратном обеспечении. Однако известно, что HW1 и HW2 — это TI-89; HW3 и HW4 — это TI-89 Titanium.
HW1 и HW2 отличаются изображением на дисплее. В калькуляторах HW1 реализован прямой доступ к памяти. В калькуляторах HW2 и более поздних версиях область памяти связывается с контроллером дисплея (ввод-вывод с отображением в памяти). Это изменение привело к ускорению доступа к памяти, однако из-за этого возникли проблемы с оттенками серого. В версии HW1 можно настроить калькулятор так, чтобы на экране для нового кадра использовался новый раздел памяти. В HW2 новый кадр должно создать программное обеспечение. Из-за этого усилилось мерцание в режиме оттенков серого: 7-уровневая шкала на HW2 непригодна для использования, хотя 4-уровневая работает на обоих калькуляторах.
Калькуляторы модификации HW2 немного быстрее, так как частота возросла с 10 МГц до 12 МГц. Согласно техническим характеристикам, TI увеличил частоту HW4 до 16 МГц, но некоторые пользователи калькуляторов отказались в это верить.
Ещё одно различие между калькуляторами HW1 и HW2 — максимальный размер программы. В версии HW2 этот показатель менялся. Начиная с AMS 2.09 ограничение составляет 24 КБ. В некоторых более ранних версиях ограничение было равно 8 КБ, а ещё раньше ограничения было вовсе. Существует неофициальное программное обеспечение, позволяющее обходить эти ограничения.

## TI-89 Titanium
TI-89 Titanium — калькулятор, выпущенный летом 2004 года, который заменил TI-89. TI-89 Titanium известен как HW3, AMS имеет версию с номером 3.x. В 2006 году появился HW4, частота которого стала равной 16 МГц. Однако, согласно некоторым тестам, на самом деле частота была равна 12,85-14,1 МГц.
TI-89 Titanium имеет в два раза больше флеш-памяти, чем TI-89. Он схож с калькулятором Voyage 200. TI-89 Titanium оснащён портом USB On-The-Go для подключения к другим калькуляторам TI-89 Titanium или к компьютеру (для программ или обновления операционной системы). В TI-89 Titanium также встроены приложения, например, «CellSheet», программа для работы с электронными таблицами. У Titanium была обновлена CAS и добавлены новые математические действия. Также Titanium отличается от TI-89 дизайном корпуса.
Есть некоторые проблемы, связанные с совместимостью программ на TI-89 Titanium и TI-89. Некоторые из них должны быть перекомпилированы или обработаны утилитой GhostBuster. Программа предназначена для устранения неисправностей совместимости. В некоторых случаях необходимо изменить только один символ (вручную или с помощью патчера). Многие проблемы калькулятора связаны с неправильной работой памяти.

## Использование в школах

### Великобритания
Согласно правилам проведения экзаменов, принятым в Англии, Уэльсе и Северной Ирландии, калькулятор не может использоваться для алгебраических операций и решения дифференциальных уравнений, также он не должен работать с интегралами. Это означает, что использование этого калькулятора на экзаменах запрещено. Те же правила действуют и в Шотландии.

### Соединенные Штаты Америки
В Соединенных Штатах TI-89 использование этого калькулятора было разрешено College Board. Однако это распространяется только на те тесты, где разрешены калькуляторы. Таким образом, это может быть SAT, некоторые тесты SAT по предметам, а также экзамены AP Calculus, Physics, Chemistry и Statistics. Калькулятор запрещено использовать на ACT, PLAN и на некоторых других экзаменах. Серия TI-92 оснащена QWERTY-клавиатурой, поэтому она признана компьютерным устройством, а не калькулятором.